# Santa Fé de Galán
Santa Fé de Galán, alternative Schreibweise: Santa Fe de Galán, ist eine Ortschaft und eine Parroquia rural („ländliches Kirchspiel“) im Kanton Guano der ecuadorianischen Provinz Chimborazo. Die Parroquia besitzt eine Fläche von 30,24 km². Die Einwohnerzahl lag im Jahr 2010 bei 1673.

## Lage
Die Parroquia Santa Fé de Galán liegt im Anden-Hochtal von Ecuador. Das Verwaltungsgebiet besitzt eine Längsausdehnung in WSW-ONO-Richtung von 12 km und liegt westlich des Río Chambo, zu dem es über die Quebrada Guilles entwässert wird. Der 3590 m hoch gelegene Hauptort Santa Fé de Galán befindet sich 15,5 km nordnordöstlich vom Kantonshauptort Guano sowie 22 km nordnordöstlich der Provinzhauptstadt Riobamba.
Die Parroquia Santa Fé de Galán grenzt im Norden an die Provinz Tungurahua mit den Parroquias Rumipamba und Quero (beide im Kanton Quero) sowie Cotaló (Kanton San Pedro de Pelileo). Die Parroquia grenzt im Osten an die Parroquia Guanando, im Süden an die Parroquias San José de Chazo und Ilapo sowie im äußersten Westen an die Parroquias Valparaíso und San Isidro de Patulú.

## Geschichte
Die Gründung der Parroquia Santa Fé de Galán wurde am 21. Januar 1988 im Registro Oficial N° 857 bekannt gemacht und damit wirksam.

## Orte und Siedlungen
In der Parroquia Santa Fé de Galán gibt es folgende Siedlungen: San José de Sabañag, San Luis de Sabañag, San Francisco,  Barrio Centro, Barrio Norte, La Palestina, San Fernando und Los Andes.